# Малков Павло Вікторович
Малков Павло Вікторович (рос. Малко́в Павел Викторович; нар. 29 січня 1980, Саратов) — російський державний діяч. Губернатор Рязанської області з 21 вересня 2022 року (вріо 10 травня — 21 вересня 2022 року). Дійсний державний радник Російської Федерації 1 класу.